# Маел Сехнайлл мак Домнайлл

Основні королівства Ірландії та королівство Міде — особисті володіння верховного короля Ірландії в Х столітті. Показані володіння вікінгів — Дублін, Вексфорд, Ватерфорд, Корк, Ліммерік

Маел Сехнайлл мак Домнайлл — (ірл. Máel Sechnaill mac Domnaill) — він же: Маел Сехнайлл Мор, Мел Сехнал Великий, Маел Сехнайлл II, Малахія Великий, Малахія II (останні два імені з церковних джерел) — верховний король Ірландії. Час правління: 980—1002 та 914—1022. Король Міде. Переміг вождя вікінгів Олафа в битві біля Тари у 980 році. У результаті цієї блискучої перемоги вікінги — правителі Дубліна визнали себе васалами верховного короля Ірландії. Ця битва і перемога мали більше значення для історії Ірландії та збереження її незалежності, ніж знаменита битва під Клонтарфом у 1014 році.

## Походження
Належав до клану Холмайн (ірл. Clann Cholmáin) — гілки південних О'Нейлів. Був онуком Доннхада Донна (ірл. Donnchad Donn) — верховного короля Ірландії, правнуком Фланна Сінна, праправнуком Маела Сехнайлла І — Маела Сехнайлла мак Маеле Руанайда (ірл. Máel Sechnaill mac Máele Ruanaid). Протягом багатьох століть (понад 600 років) королями Тари — верховними королями Ірландії були представники різних кланів О'Нейлів (О'Нілів) — нащадків верховного короля Ірландії Ніла Дев'яти Заручників. Переважно на троні верховних королів Ірландії були почергово представники двох гілок О'Нелів — південної та північної — кланів Холмайн та Кнел н-Еогайн, інколи інших кланів О'Нейлів — Сіл н-Аедо Слайне, Кенел Конайлл. Ця система, що базувалась на звичаях та неписаних ірландських законах лишала в стороні, на рівні васалів королів і вождів інших кланів — таких як королівства Манстер, Ленстер, Ольстер, Брейфне, Осрайге, Айргіалла та ін. Це викликало періодичне невдоволення дрібних королівств Ірландії, нескінченні війни між королівствами та верховного короля з непокірними васалами. Загрозою Ірландії в той час було нашестя вікінгів, які захопили великі території в Ірландії і утворили свої королівства на території Ірландії. Кінець цій системі поклав Бріан Бору (Бріан Боройме), що належав до зовсім іншого клану, але зі згоди Маела Сехнайлла мак Домнайлла став верховним королем Ірландії і зумів на короткий час об'єднати країну і здолати вікінгів.

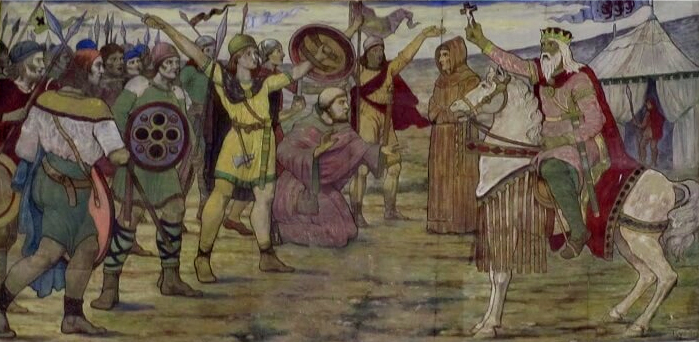
Ірландці збираються на війну з вікінгами. Картина невідомого художника XX ст.

## Битва біля Тари і розгром вікінгів і їх короля Олафа Куарана
У 980 році король дублінських вікінгів Олаф Куаран (норв. — Olaf Cuarán), який прагнув завоювати всю Ірландію, викликав допоміжні сили вікінгів з їх колоній з Шотландії, Норвегії, островів Атлантики почав війну за підкорення Ірландії. Битва відбулась на пагорбах Тари під якими була руїни стародавньої столиці Ірландії. Маел Сехнайлл мак Домнайлл, що очолював ірландське військо вщент розбив вікінгів. Регінальд (норв. — Reginald) — спадкоємець Олафа був вбитий в битві. Маел Сехнайлл мак Домнайлл після цього пішов в похід на Дублін, за стінами якого сховались залишки вікінгів. Після трьох днів облоги гарнізон вікінгів здався.

## Битва під Гленмама
У 997 році відбувся з'їзд вождів і королів Ірландії під Клонфертом. На з'їзді був і Бріан Бору — на той час король Мюнстера, що претендував на роль лідера Ірландії і прагнув об'єднати Ірландію в єдину централізовану державу. Під час переговорів Бріан Бору і Маел Сехнайлл домовились, що бріан Бору володіє південною частиною Ірландії, а Маел Сехнайлл — північною. Титул верховного короля лишається за Маелом Сехнайллом. На честь цієї домовленості відбувся обмін заручниками, які мали бути страчені у випадку порушення угоди. У тому числі заручники були взяті з королівства Ленстер і з королівства Дублін, де жили вікінги, які тепер були васалами ірландських королів. У 998 році Бріан Бору та Маел Сехнайлл уклали союз в боротьбі з вікінгами, які продовжували загрожувати Ірландії і гуртували сили за морем з метою захоплення Ірландії.
У 999 році королівство Ленстер (Лайгін), яке історично, століттями ворогувало і воювало з О'Нейлами та королівством Мюнстер, об'єдналося з вікінгами і їхнім королівством Дублін і повстали проти Бріана Бору та Маела Сехнайлла.

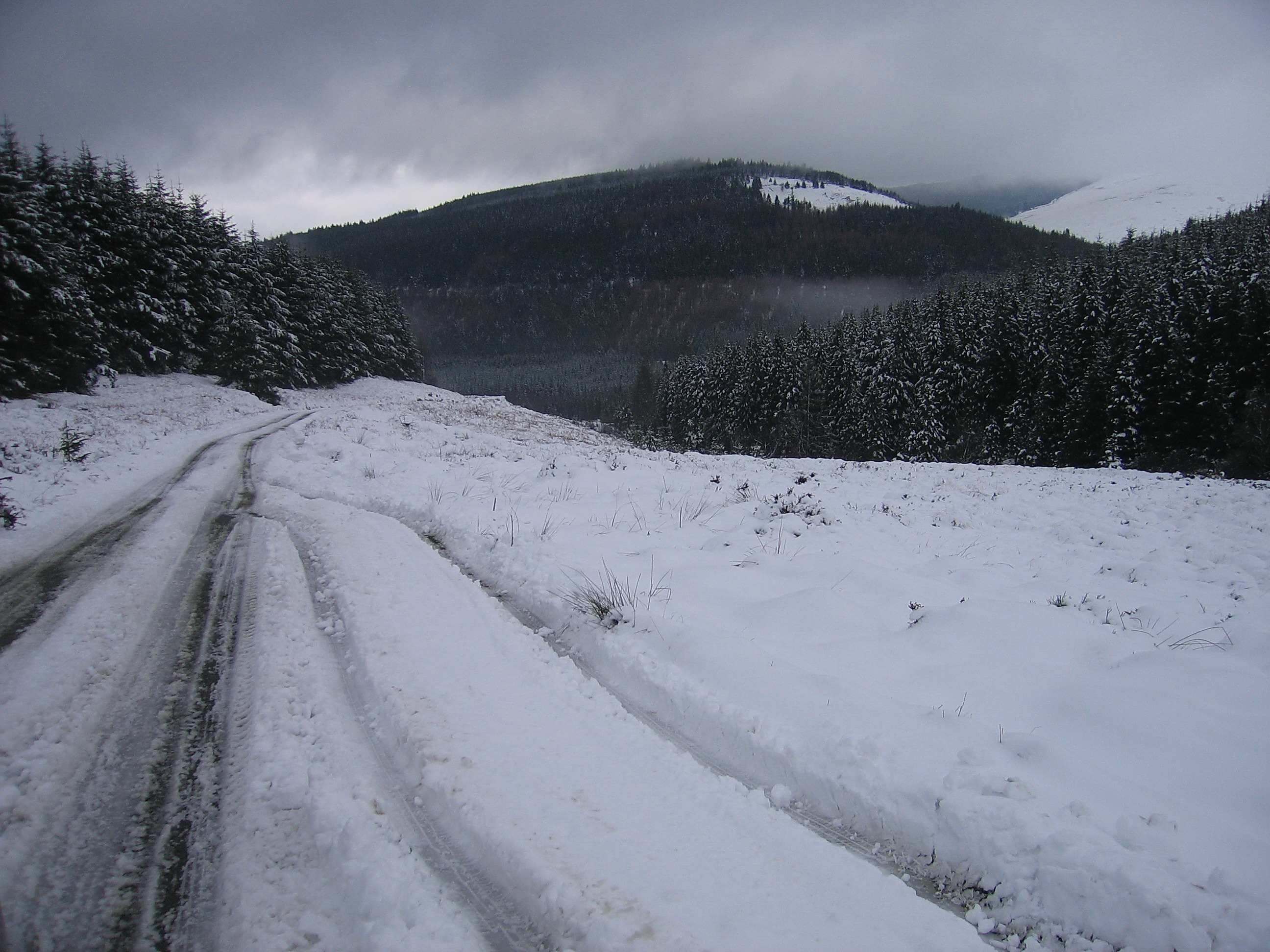
Місцевість Гленмама в горах Віклов, де взимку 999 року відбулась битва з вікінгами.

Битва відбулась біля Гленмама в горах Віклов узимку.
«Літопис Ольстера» та «Літопис Чотирьох Майстрів» повідомляють, що сили Бріана Бору та Маела Сехнайлла об'єдналися і зустріли армію Ленстера та армію вікінгів біля Гленмама 30 грудня 999 року недалеко від Дунлавіна на землі Віклов, де була старовинна фортеця королівства Ленстер. Війська Ленстеру та вікінгів були розбиті. Хоча англійські джерела повідомляють про цю подію як про «придушення бунту ленстерців». Так чи інакше, але поразка вікінгів та королівства Ленстер звільнила дорогу на Дублін для військ ірландських королів.

## Повторне правління
У 1002 році Маел Сехнайлл мак Домнайлл передав владу і корону верховного короля Ірландії Бріану Бору — як людині, що зможе остаточно перемогти вікінгів і об'єднати Ірландію. Проте, Бріан Бору загинув під час вирішальної битви з вікінгами у 1014 році під Клонтарфом. Влада знову повернулася до Маела Сехнайлла мак Домнайлла. Він зумів зміцнити і утвердити владу верховних королів Ірландії в тому числі за допомогою своїх родичів з клану Флайбертах О'Нейлл (ірл. Flaithbertach Ua Néill). Опозицією до його правління були в той час Діармайт мак Майл на м-Бо та королі Ленстеру. Після його смерті на трон верховних королів, крім традиційних претендентів з кланів Холмайн та Кенел н-Еогайн, стали претендувати клани клани О'Лохлайнн та О'Бріайн.

## Родина
Конгалах Кногба мак Маел Міхіг мав дві дружини: Гормфлайх інген Мурхада (ірл. Gormflaith ingen Murchada).
Маел Муйре інген Амлайб (ірл. Máel Muire ingen Amlaíb).